# Dia de Sorte
Dia de Sorte é uma modalidade de loteria administrada pela Caixa Econômica Federal. Foi lançada em 14 de maio de 2018 e seu primeiro concurso foi realizado em 19 de maio de 2018.
O volante é composto por 31 números e 12 "meses de sorte". Deve-se marcar de 7 a 15 números e mais 1 "mês de sorte". São sorteados 7 números e 1 "mês de sorte" por concurso. Ganha quem acertar 4, 5, 6 ou 7 números sorteados e/ou o "mês de sorte" sorteado. O valor da aposta mínima, de 7 números, é de R$ 2,00. Os sorteios são realizados nas terças-feiras, quintas-feiras e sábados. 
O prazo para retirada do prêmio é de 90 dias.
Assim como nas demais loterias da Caixa, os nomes dos ganhadores não são divulgados, apenas a cidade onde foi feito a aposta.
Parte do total arrecadado é repassado para os programas sociais do governo federal, nas áreas de seguridade social, cultura, educação, segurança pública e esporte.

## Probabilidade de acerto
As probabilidades de acerto são:
- 7 acertos: 1 chance em 2.629.575
- 6 acertos: 1 chance em 15.652
- 5 acertos: 1 chance em 453
- 4 acertos: 1 chance em 37
- Mês de Sorte: 1 chance em 12

## Premiação
Quantidade de prêmios a receber acertando:
- 4 números: R$ 4,00
- 5 números: R$ 20,00
- 6 ou 7 números: o ganhador receberá os valores percentuais sobre a arrecadação de cada concurso
- Mês de sorte: R$ 2,00